# Cepstrum
El cepstrum (pronunciat /ˈkɛpstrəm/) d'un senyal és el resultat de calcular la Transformada de Fourier de l'espectre del senyal estudiat mesurat en escala logarítmica (dB). El nom cepstrum deriva d'invertir les quatre primeres lletres de "spectrum". El cepstrum és complex i, per tant, té part real i imaginària.
El cepstrum pot definir-se de les següents formes:
- verbalment: el cepstrum d'un senyal és la Transformada de Fourier del logaritme de la Transformada de Fourier del senyal estudiat. A vegades és anomenat com espectre de l'espectre.
- matemàticament: Cepstrum(s(t))= FT(log(FT(s(t)))+j2πm) (on m és l'enter requerit per a fer coincidir l'angle amb la part imaginària que ens dona la funció logaritme complex)
- algoritmicament: senyal → FT → log → ajust de la fase instantània → FT → cepstrum

La part real del cepstrum usa la funció algorítmica usada per a funcions reals. La part complexa del cepstrum utilitza la funció logarítmica definida per a valors complexos.
La part complexa del cepstrum conté informació sobre el valor i la fase inicial de l'espectre permetent la reconstrucció d'un senyal. La part real del cepstrum ens proporciona magnituds de l'espectre.
Altres textos indiquen que el procés per a calcular el cepstrum és FT → log → IFT, així, el cepstrum seria la "transformada inversa de Fourier del logaritme de l'espectre". Aquesta no és la definició que es va fer originalment però en l'actualitat és molt comú. Cal notar que en usar doblement la transformada de Fourier les propietats que s'aconsegueixen en els dos casos són equivalents.
Altres formes de calcular el cepstrum es basen en l'ús d'algoritmes d'aproximació de fase.
Les tècniques de processament d'un senyal en el domini del cepstre solen estar englobades sota els noms d'anàlisi de la quefrency o anàlisi cepstral.

## Aplicacions
El cepstrum pot ser vist com una informació del ritme de canvi de les diferents bandes d'un espectre. Originalment caracteritzava ecos que provenien de terratrèmols i explosions. També s'utilitzava per analitzar el senyal que capta un radar.
El cepstrum és una representació usada en el procés de senyals homòrfics, per convertir senyals (com a una font i un filtre) combinat amb la convolució en sumes del seu cepstra, per a la separació lineal. En l'actualitat també s'usa per a caracteritzar la veu humana i els senyals musicals. En aquestes aplicacions l'espectre habitualment es transforma usant les bandes de freqüència Mel per tal d'aconseguir els coeficients ceptrals de freqüència Mel (més coneguts com a MFCCs). Aquests coeficients s'usen per a la identificació de veu, el càlcul del pitch (freqüència percebuda) d'un senyal i moltes d'altres aplicacions. Recentment el cepstre està cridant l'atenció a investigadors que volen caracteritzar música.

## Conceptes cepstrals
La variable independent d'un gràfic de cepstre s'anomena quefrency. La quefrency és una mesura del temps però no en el sentit del domini del temps. Per exemple si la velocitat de mostreig d'un senyal d'audio és 44.100 Hz es traduirà en un gran pic del cepstrum a la quefrency de 100 mostres. Aquest pic indica la presència d'un pitch (freqüència fonamental percebuda) a 44100/100 = 441 Hz. Aquest pic que apareix al cepstrum indica doncs el període que hi ha entre els armònics de l'espectre.

### Liftering
Un filtre que opera sobre el cepstrum s'anomena com a lifter. Un lifter passa baix és similar a un filtre pas baix en el domini de la freqüència. Pot implementar-se multiplicant per un valor al senyal enfinestrat en el domini del cepstre i llavors convertir-lo de nou al domini del temps. El resultat és un senyal molt més suau (menys aleatori).

### Convolució
Una propietat molt important del domini cepstral és que la convolució de dos senyals pot ser expressada com l'addició dels seus cepstra.
x1 * x2 → x'1 + x'2